# Sapang Dalaga

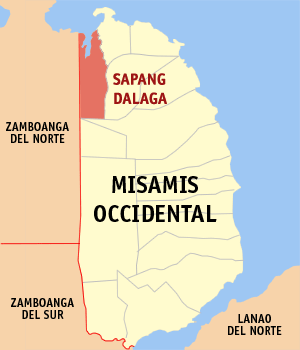
Bản đồ Misamis Occidental với vị trí của Sapang Dalaga

Sapang Dalaga là một đô thị hạng 5 ở tỉnh Misamis Occidental, Philippines. Theo điều tra dân số năm 2000 của Philipin, đô thị này có dân số 17.794 người trong 3.774 hộ.

## Các đơn vị hành chính
Sapang Dalaga được chia ra 28 barangay.
| - Bautista - Bitibut - Boundary - Caluya - Capundag - Casul - Dasa - Dioyo - Guinabot - Libertad - Locus - Manla - Masubong - Agapito Yap, Sr. (Napilan) | - Poblacion - Salimpuno - San Agustin - Sinaad - Sipac - Sixto Velez, Sr. - Upper Bautista - Ventura - Medallo - Dalumpinas - Disoy - El Paraiso - Macabibo - Sapang Ama |